# Agiimaa
Agiimaa (mongol cyrillique : Агиймаа), née le 28 décembre 1988 à Oulan-Bator, est une chanteuse populaire mongole de Mongolie.
Elle a notamment interprété la bande originale de différentes séries et films de Mongolie et joués avec d'autres interprètes de notoriété nationale tels que Bx, Quiza ou encore Egschiglen.

## Musicographie

### Discographie
En solo
- «Monday Morning», 2008
Titres : «Интро», «It's Only You», «Monday Morning», «Ирж байна чи минь», «Lonely Night», «Надаас чи».
- «Lonely Night» («Ганцаардмал шөнө»), 2008
- «Үлгэрийн хайр» (Ulgeriin khair, souvent traduit Ulgeriin hair, 2009).
- «Надаас чи» (Nadaas chi), 2010

Compilations
- «Хайрлах хүсэл» (Khairlakh khüsel), 2009, bande originale de «Миний хөрш чөтгөр» ;
- «Хэв маягаа эвдэцгээе» (Khev mayagaa evdeshgeeye), 2009 ;
- «Сэрүүн тэврэлт» (Serüün tevrelt), 2010, bande originale de «Аз ойрхон» ;
- «Зэрлэг цэцэгсийн хүлэмж» (Zerleg tsetsegsiin khülemj), 2013, bande originale.

autres
- хайр харуусал (Khair kharuusal), 2011, bande originale.